# La Pastoría, Puebla
La Pastoría är en ort i Mexiko.   Den ligger i kommunen Ocoyucan och delstaten Puebla, i den sydöstra delen av landet, 100 km sydost om huvudstaden Mexico City. La Pastoría ligger 1 912 meter över havet och antalet invånare är 324.
Terrängen runt La Pastoría är kuperad. Runt La Pastoría är det mycket glesbefolkat, med 4 invånare per kvadratkilometer. Närmaste större samhälle är Atlixco, 12,8 km väster om La Pastoría. I omgivningarna runt La Pastoría växer huvudsakligen savannskog.